# Orden de la Bandera Roja (Afganistán)
La Orden de la Bandera Roja (en pastún: د سره بینر امر‎) fue una condecoración militar de la desaparecida República Democrática de Afganistán establecida mediante decreto del Presídium del Consejo Revolucionario el 24 de diciembre de 1980. La medalla se otorgaba tanto a ciudadanos afganos como a extranjeros e instituciones por sus sobresalientes servicios al estado.

## Estatuto
Los motivos para conceder la Orden de la Bandera Roja eran:
- Hazañas realizadas en situación de combate y con un claro peligro para la vida;
- Liderazgo de combate sobresaliente de unidades y formaciones militares;
- Excelentes acciones de combate de unidades militares y formaciones militares, que, a pesar de la obstinada resistencia del enemigo y otras condiciones desfavorables, lograron una victoria sobre el enemigo o le infligieron una gran derrota, o contribuyeron al éxito de las tropas, que como un el resultado tuvo una influencia decisiva en el resultado favorable de una batalla u operación;
- Éxitos concretos en el desarrollo económico y cultural, por servicios destacados en el desarrollo de la ciencia y la tecnología, en el fortalecimiento de la defensa del estado, en el campo de las actividades estatales y públicas.

La Orden de la Bandera Roja se lleva en el lado izquierdo del pecho y en presencia de otras órdenes o medallas de la República Democrática de Afganistán se coloca después de la Orden de la Revolución de Saur.

## Descripción
La Orden de la Bandera Roja es de forma ovalada con un contorno figurado, estaba hecha de plata o tombac. El tamaño del pedido es de 42 mm de alto y 38 mm de ancho.
En el centro de la orden, sobre un fondo de esmalte blanco, enmarcado por una corona de espigas, se representa la Bandera Roja. En la parte superior, sobre el fondo de un círculo cubierto de esmalte blanco, hay una estrella roja con rayos que divergen del círculo. El anverso de la orden está dorado. El número de serie estaba estampado en el reverso.
Con la ayuda de un ojal y un anillo, la orden se conecta a un bloque pentagonal cubierto con una cinta de muaré de seda roja de 24 mm de ancho con una estrecha franja longitudinal blanca a la izquierda.